# Katie Colclough
Katie Colclough (ur. 20 stycznia 1990 w Frieston) – brytyjska kolarka szosowa i torowa, złota medalistka szosowych mistrzostw świata i torowych mistrzostw Europy.

## Kariera
Pierwszy sukces w karierze Katie Colclough osiągnęła w 2008 roku, kiedy zdobyła złoty medal w drużynowym wyścigu na dochodzenie podczas torowych mistrzostw Europy U-23. Dwa lata później zdobyła pierwszy medal w kategorii elite - wspólnie z Wendy Houvenaghel i Laurą Trott zdobyła złoty medal w drużynowym wyścigu na dochodzenie na mistrzostwach Europy w Pruszkowie. Od 2011 roku Brytyjka jeździ w barwach zespołu Team Specialized–lululemon, z którym wywalczyła złoty medal w drużynowej jeździe na czas na szosowych mistrzostwach świata we Florencji. W 2008 roku była wicemistrzynią kraju w wyścigu punktowym, a w 2013 roku zdobyła brązowy medal w indywidualnej jeździe na czas. Nie brała udziału w igrzyskach olimpijskich.